# Nový začátek (Star Trek: Discovery)
Nový začátek (též Kontext je výsadou králů (Netflix), v anglickém originále Context Is for Kings) je třetí díl první řady seriálu Star Trek: Discovery. Zveřejněn byl 1. října 2017 na internetové platformě CBS All Access.

## Děj
Šest měsíců od událostí v předchozí epizodě je Michael Burnhamová převážena do vězeňské kolonie Tellun. Raketoplán ovšem napadnou ve vesmírném vakuu žijící tvorové a začnou mu vysávat energii. Pilotka se pokusí ve skafandru tvorů zbavit, ale je vysána do prostoru. Raketoplán se stane neovladatelným a vězňům hrozí smrt umrznutím, nebo z nich tvorové vysají životní energii. Zatímco ostatní vězni se marně pokoušejí dostat z pout, Burnhamová odevzdaně čeká. Pak se objeví neznámá federační loď a vlečným paprskem raketoplán odtáhne do bezpečí.
Oním plavidlem je USS Discovery, kompletně nová vědecká loď Federace. Vězni jsou nejprve odvedeni do jídelny, kde ale mezi nimi dojde ke rvačce, během které dva z trestanců zaútočí na Burnhamovou. Ta se bez problémů ubraní a je následně odvedena ke kapitánovi. Cestou projde přes můstek a zde ke svému překvapení najde Sarua v kapitánském křesle; ten ovšem není velitelem lodi, tím je kapitán Gabriel Lorca. Vyčištění raketoplánu od nákazy potrvá tři dny a Lorca chce, aby Burnhamová během té doby využila své znalosti kvantové mechaniky a pomohla jeho posádce. Burnhamová odmítne, takže jí Lorca spolupráci přikáže s konstatováním, že pro svůj cíl, tedy vítězství nad Klingony, použije kohokoliv a cokoliv. Burnhamová je odvedena na ubikace, kde se její spolubydlící a zároveň kolegyní stane kadetka Sylvia Tillyová.
Jejím nadřízeným se stane poručík Stamets, který není s vyhlídkou spolupráce s ní vůbec nadšený. Burnhamová splní své úkoly, ale stále jí nikdo neřekne smysl její práce, či dokonce pravé poslání USS Discovery. Rozhodne se tedy proniknout do přísně střežené oblasti a zde objeví sklad plný hub rodu Prototaxites stellaviatori, což jí nepomůže. Následně je kapitán Lorca informován, že na sesterské lodi USS Discovery, USS Glenn, došlo k nehodě a celá posádka je mrtvá. Lorca vyšle k neovladatelnému plavidlu raketoplán, do kterého i přes odpor Stametse přiradí také Burnhamovou. Po prvním obhlédnutí USS Glenn Stamets Burnhamové vysvětlí, že podle jeho teorie není na kvantové úrovni rozdíl mezi biologií a fyzikou. Spóry hub tak jsou základními stavebními prvky života napříč celým vesmírem. Spoluautorem této teorie byl Stametsův kolega Straal, po vypuknutí války s Klingony je ale Hvězdná flotila rozdělila, aby byl jejich výzkum rychlejší. Straal působil na USS Glenn a teď je mrtvý, z čehož Stamets viní především Lorcu.
Na palubě USS Glenn najde výsadek mrtvé Klingony a jednoho živého. Než se ho stačí zeptat, co se stalo, napadne Klingona neznámý tvor, zabije ho a poté začne pronásledovat také výsadek. Tvor zabije rovněž bezpečnostního důstojníka Kowskiho a začne se dobývat přes dveře k výsadku. Burnhamová ho naláká k sobě, takže ostatní mají dost času utéct k raketoplánu, následně se proplete průlezy s tvorem v patách a poté skočí do startujícího raketoplánu, který okamžitě odlétne.
Zpátky na USS Discovery se blíží hodina odletu raketoplánu s vězni. Lorca ovšem Burnhamové oficiálně nabídne místo na palubě lodi jako členovi posádky. Burnhamová odmítne proto, že věří, že Lorca na USS Discovery pracuje na tajné a zakázané biologické zbrani. Ten ji tedy vezme do testovací místnosti a zde jí odhalí, že pravým účelem tajného výzkumu je nový organický systém pohonu založený na spórách. S tímto druhem pohonu by USS Discovery mohla okamžitě cestovat na libovolně dlouhé vzdálenosti, a také ukončit válku s Klingony. Burnhamová souhlasí s nabídkou a stává se členkou posádky USS Discovery.